# Randy i Jason Sklar
Randy i Jason Sklar (ur. 12 stycznia 1972) – amerykańscy aktorzy i komicy.

## Filmografia
Seriale:
- Prawo i porządek
- Becker
- Powrót do Providence
- The Oblongs
- Ekipa
- Chirurdzy
- Pohamuj entuzjazm
- U nas w Filadelfii
- Ja w kapeli
- Oddział specjalny

Filmy:
- My Baby’s Daddy
- Balonowy chłopak
- Gang dzikich wieprzy
- The Comebacks
- Chelsea Lately
- Citizen Toxie: The Toxic Avenger IV

## Dyskografia
- Poppin' the Hood! (2004)
- Sklar Maps (2007)
- Hendersons and Daughters (2011)